# 임의동행
|                                                                  |
| 형사소송법                                                       |
| 이념과 구조                                                      |
| 무죄 추정의 원칙 · 자백배제법칙 · 전문법칙                       |
| 증거보전청구권 · 형사보상청구권 · 독수독과이론                   |
| 실체적 진실주의 · 적정절차 · 신속한 재판의 원칙                  |
| 진술거부권 · 접견교통권 · 증거개시제도                           |
| 열람등사권 · 위법수집증거배제법칙                                |
| 법원                                                             |
| 제척 · 기피 · 회피 관할 · 이송 · 법관                            |
| 피고인과 변호인                                                  |
| 피고인 ·변호인 · 성명모용자 · 공동피고인 국선변호인 · 법정대리인 |
| 검사                                                             |
| 기소독점주의 · 검사 동일체의 원칙                                |
| 수사                                                             |
| 함정수사 · 불심검문 · 임의동행 · 동행요구 · 사법경찰관           |
| 구속                                                             |
| 구속영장 · 체포영장                                              |
| 증거법                                                           |
| 정황증거 · 전문증거 · 진술조서 · 진술서 · 실황조사서 · 검증조서  |
| 진술 · 증인                                                      |
| 재판                                                             |
| 공소장 · 공소장일본주의                                          |
| 고소 · 고발 · 고소불가분의 원칙 · 자수                           |
| 상소                                                             |
| 항소, 상고 & 비상상고                                            |
| 다른 7법 영역                                                    |
| 헌법 · 민법 · 형법                                               |
| 민사소송법 · 형사소송법 · 행정법                                 |
| 포털: 법 · 법철학 · 형사정책                                     |
| v • d • e • h                                                    |

임의동행(任意同行)이란 경찰이 용의자나 참고인을 당사자의 동의하에 검찰청, 경찰서에 연행하는 것을 말한다. 경찰은 수상한 행동이 의심되거나 범죄를 저질렀거나 저지를 것으로 의심되는 사람이나 이미 행하여진 범죄나 행하여지려고 하는 범죄행위에 관한 사실을 안다고 인정되는 사람에 대해 인적사항 등을 질문할 수 있고 이따 경찰관은 질문을 하는 것이 그 사람에게 불리하거나 교통에 방해가 된다고 인정될 때에는 질문을 하기 위하여 가까운 경찰서ㆍ지구대ㆍ파출소 또는 출장소(지방해양경찰관서를 포함하며, 이하 "경찰관서"라 한다)로 동행할 것을 요구할 수 있으나 이를 거절할 수 있다. 다만 흉기 소지 여부를 확인하기 위하여 조사할 수 있다.(경찰관직무집행법)

## 강제처분
임의동행이 임의수사냐 강제수사(강제처분)냐에 대해 학설이 대립한다. 다수설은 임의동행은 당사자의 동의하에 연행하는 임의수사라서 법관의 영장이 불필요하다고 본다. 반면에 소수설은 임의동행의 형식으로 영장 없이 피내사자나 피의자를 체포하고 구속하는 것이 일제시대 이래 오랜 수사실무이기 때문에, 이는 헌법과 형사소송법을 우회하는 수사방식이라서 위헌이며, 따라서 법관의 영장이 필요한 강제수사라고 본다. 판례는 강제수사설을 상당수 받아들였다.

## 보호실 유치
오랜 수사실무상, 임의동행으로 연행한 피내사자나 피의자는 보호실 유치를 하여 법관의 영장없이 구속을 하는 것이 관행이었다. 임의동행이 강제처분이라는 소수설과 그를 상당수 반영한 판례의 입장은, 기본적으로 임의동행이란 용어의 정의에, 보호실 유치를 포함하여 보고 있다.

## 위법수집증거배제법칙
수사기관이 영장없이 피내사자나 피의자를 체포(임의동행)하거나 구속(보호실 유치)한 상태에서, 수사하여 밝혀낸 증거들은, 형사소송법상 위법수집증거배제법칙에 의해 증거능력이 부정된다.

## 불법체포감금죄
수사기관이 영장없이 피내사자나 피의자를 체포하거나 구속하면, 형법상 불법체포감금죄가 성립한다.

## 사례

### 위법한 임의동행 사례
- 비록 사법경찰관이 피고인을 동행할 당시에 물리력을 행사한 바가 없고, 피고인이 명시적으로 거부의사를 표명한 적이 없다고 하더라도, 사법경찰관이 피고인을 수사관서까지 동행한 것은 적법요건이 갖추어지지 아니한 채 사법경찰관의 동행 요구를 거절할 수 없는 심리적 압박 아래 행하여진 사실상의 강제연행, 즉 불법 체포에 해당하며 사법경찰관이 그로부터 6시간 상당이 경과한 이후에 비로소 피고인에 대하여 긴급체포의 절차를 밟았다고 하더라도 이는 동행의 형식 아래 행해진 불법 체포에 기하여 사후적으로 취해진 것에 불과하여 위법하다.[1]

## 판례

### 임의동행이 적법하기 위한 요건
- 임의동행은 오로지 피의자의 자발적인 의사에 의하여 수사관서에 동행이 이루어졌음이 객관적인 사정에 의하여 명백하게 입증된 경우에 한하여 적법하다. 임의동행은 아직 정식의 체포, 구속된 피의자에게 부여되는 각종의 권리 보장 장치가 제공되지 않는 등 형사소송법의 원리에 반하는 결과를 초래할 가능성이 커 원칙적으로 제한되거나 매우 엄격한 요건 하에 허용될 수 있다.[2]

### 보호실 유치의 위법성
경찰서에 설치되어 있는 보호실은 영장대기자나 즉결대기자의 도주방지와 경찰업무의 편의 등을 위한 수용시설로서 사실상 설치, 운영되고 있으나 현행법상 그 설치근거나 운영 및 규제에 관한 법령의 규정이 없고, 일단 그 장소에 유치되는 사람은 그 의사에 기하지 아니하고 일정장소에 구금되는 결과가 되므로, 구속영장을 발부받음이 없이 피의자를 보호실에 유치함은 영장주의에 위배되는 위법한 구금으로서 적법한 공무수행이라고 볼 수 없다

### 불법감금죄와 도주죄의 성립여부
- 임의동행이 불법인 경우 불법감금죄가 성립할 뿐 아니라 만일 피의자가 도주한 경우에도 도주죄가 성립할 수 없는데, 그 이유는 불법 체포된 자는 '법률에 의하여 체포 또는 구금된 자'가 아니기 때문이다.[1]

### 임의동행과 변호인의 접견통행권
변호인의 조력을 받을 권리를 실질적으로 보장하기 위하여는 변호인과의 접견교통권의 인정이 당연한 전제가 되므로, 임의동행의 형식으로 수사기관에 연행된 피의자에게도 변호인 또는 변호인이 되려는 자와의 접견교통권은 당연히 인정된다고 보아야 하고, 임의동행의 형식으로 연행된 피내사자의 경우에도 이는 마찬가지이다. 접견교통권은 피고인 또는 피의자나 피내사자의 인권보장과 방어준비를 위하여 필수불가결한 권리이므로 법령에 의한 제한이 없는 한 수사기관의 처분은 물론 법원의 결정으로도 이를 제한할 수 없다.

## 같이 보기
- 참고인조사
- 위법수집증거배제법칙
- 경찰관직무집행법
- 불심검문
- 영장주의
- 체포영장
- 구속영장
- 경찰관직무집행법
- 수사
- 경찰
- 대한민국 형사소송법 제199조